# Dusona calceata
Dusona calceata är en stekelart som först beskrevs av Brauns 1895.  Dusona calceata ingår i släktet Dusona och familjen brokparasitsteklar. Inga underarter finns listade i Catalogue of Life.